# فينشي (توسكاني)
فينشي هي مدينة و كومونا تابعة لمقاطعة فلورنسا في منطقة توسكانا الإيطالية. مكان ولادة الموسوعي عصر النهضة ليوناردو دا فينشي يقع بالضبط خارج هذه البلدة.

## السكان
في سنة 1861 بلغ عدد السكان 6٬172 نسمة، وتطور العدد ليصل في سنة 2011 لـ 14٬105 نسمة.
يظهر هذا المخطط البياني تطور النمو السكاني لـ فينشي (توسكاني)

## الجغرافيا
تحيط بالمدينة هضاب توسكانا. وتتكون من أعناب ومزارع زيتون والتي ماتزال إلى حد كبير هي نفسها في زمان ليوناردو دافينشي.

## التاريخ
ولد ليوناردو دا فينشي في 15 نيسان 1452، في مزرعة تبعد حوالي 3 كيلومترات من المدينة بين أنجيانو وفالتوغنانو . حين ولد ليوناردو كان اسمه بالكامل (بالإيطالية: Leonardo di ser Piero da Vinci) و الذي يعني «ليوناردو، ابن بييرو، من فينشي». نصف مليون زائر سنويا يأتون لزيارة متحف ليوناردو في مسقط رأسه 

## المعالم السياحية الرئيسية
- متحف ليونارديانو نسخة محفوظة 29 أبريل 2014 على موقع واي باك مشين.، متحف ليوناردو دافينشي. هذا المتحف يعرض بعض الاختراعات التي تم رسمها في دفاتر دافنشي.
- ليوناردو دي كازا، مسقط رأس ليوناردو دا فينشي. الذي هو مزرعة. ويتضمن بعض النسخ من رسومات ليوناردو دا فينشي في البيت.
- كنيسة سانتا كروتش، التي بنيت في القرن 13 ولكن تم تجديدهت في وقت لاحق على نمط عصر النهضة.

## التوأمة
- آلنتاون، الولايات المتحدة الأمريكية

## أعلام
- أليساندرو أغوستيني
- رالف فينس